# Radošovice u Českých Budějovic
Radošovice (deutsch Roschowitz, früher auch Radoschowitz) ist eine Gemeinde in Tschechien. Sie liegt sieben Kilometer südöstlich von Netolice in Südböhmen und gehört zum Okres České Budějovice.

## Geographie

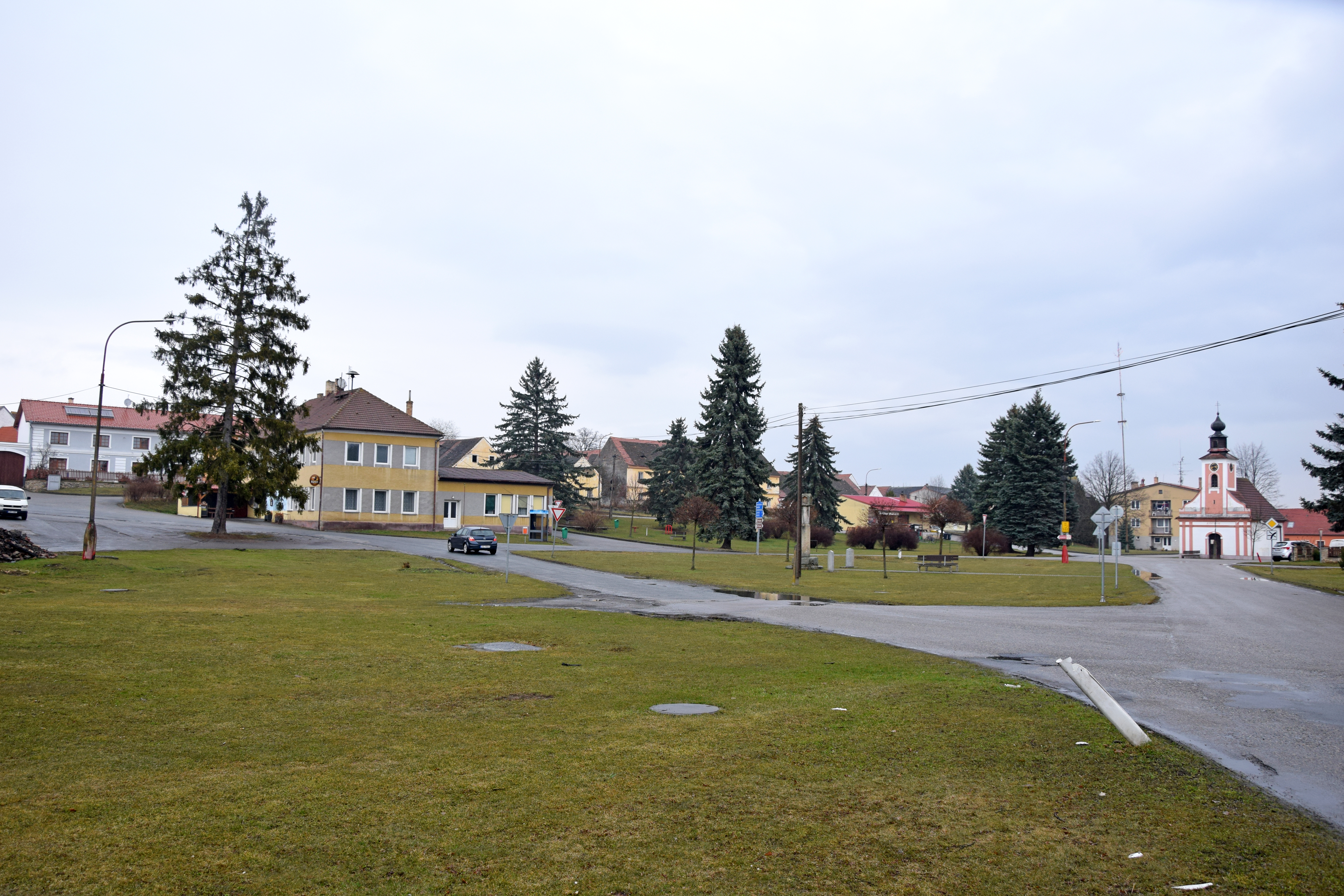
Radošovice, Dorfplatz

Radošovice befindet sich im Vorland des Blanský les am Rande des Budweiser Beckens auf einer sanften Anhöhe. Südöstlich des Dorfes liegt der Teich Dehtář. Im Osten erhebt sich der Na Středním (441 m), südlich der Zádušní vrch (454 m), im Südwesten die Kamenná (485 m) und im Nordwesten der Na Klínu (451 m).
Nachbarorte sind Němčice und Vlhlavy im Norden, Malé Chrášťany und Pištín im Nordosten, Tupesy und Břehov im Osten, Dehtáře und Holubovská Bašta im Südosten, Záboří im Süden, Strýčice und Chvalovice im Südwesten, Babice im Westen sowie Zvěřetice und Sedlovice im Nordwesten.

## Geschichte
Belege einer frühzeitlichen Besiedlung der Gegend sind eine Gruppe von vier niedrigen Hügelgräbern im Wald Bory – Na Perku bei Záboří.
Die erste schriftliche Erwähnung des zur Feste Poděhusy gehörigen Dorfes Radoschowitz erfolgte am 26. Mai 1334, als König Johann von Luxemburg das Dorf zusammen mit Dehtáře und Žabovřesky für 720 Schock Groschen bei Peter I. von Rosenberg gegen die Grenzburg Janovice eintauschte. Nachfolgend gehörte das Dorf zu den Besitzungen der Herren von Rosenberg. Jost von Rosenberg verpfändete das Dorf zusammen mit Dehtáře an Peter Záleský von Prostý. Wok II. von Rosenberg ließ 1484 südöstlich des Dorfes den großen Fischteich Dehtář anlegen, mit dem das Dorf Hummo überflutet wurde. Bei der Pestepidemie von 1520/21 verödete das Dorf; es wurde 1530 mit deutschen Siedlern aus der schwäbischen Pfalz wiederbesiedelt. Im Jahre 1840 bestand Roschowitz bzw. Radoschowitz aus 34 Häusern mit 256 ausschließlich deutschsprachigen Einwohnern. Zum Dorf gehörte auch das östlich gelegene einschichtige Hegerhaus Wuhr. Pfarrort war Střitzitz. Bis zur Mitte des 19. Jahrhunderts blieb das Dorf immer der Herrschaft Krumau untertänig.
Nach der Aufhebung der Patrimonialherrschaften bildete Roschowitz / Radošovice ab 1850 eine Gemeinde in der Bezirkshauptmannschaft Budějovice/Budweis. 1914 lebten in der Gemeinde 236 Einwohner, davon 189 Deutsche und 47 Tschechen. Nach dem Münchner Abkommen wurde das Dorf 1938 dem Deutschen Reich zugeschlagen und gehörte bis 1945 zum Kreis Krummau an der Moldau. Im Jahre 1930 lebten in Roschowitz 207 Personen, 1939 waren es 187. Nach dem Ende des Zweiten Weltkrieges kam Radošovice zur Tschechoslowakei zurück und wurde wieder Teil des Okres České Budějovice. Der größte Teil der deutschen Bevölkerung wurde vertrieben. Im Jahre 1950 erfolgte die Eingemeindung von Strýčice, zehn Jahre später die von Tupesy. 1985 wurden Radošovice, Strýčice und Tupesy nach Žabovřesky eingemeindet. Sie lösten sich am 24. November 1990 nach einem Referendum wieder los und bildeten eine eigene Gemeinde.

## Gemeindegliederung
Die Gemeinde Radošovice besteht aus den Ortsteilen Radošovice (Roschowitz) und Tupesy (Tupes), die zugleich auch Katastralbezirke bilden.
Zum Katastralbezirk Radošovice u Českých Budějovic gehört auch das Dorf Strýčice.

## Bevölkerungsentwicklung
| Jahr      | 1869 | 1880 | 1890 | 1900 | 1910 | 1921 | 1930 | 1950 | 1961 | 1970 | 1980 | 1991 | 2001 | 2011 | 2021 |
| --------- | ---- | ---- | ---- | ---- | ---- | ---- | ---- | ---- | ---- | ---- | ---- | ---- | ---- | ---- | ---- |
| Einwohner | 388  | 435  | 397  | 389  | 349  | 323  | 311  | 224  | 237  | 179  | 186  | 173  | 167  | 174  | 174  |

## Sehenswürdigkeiten

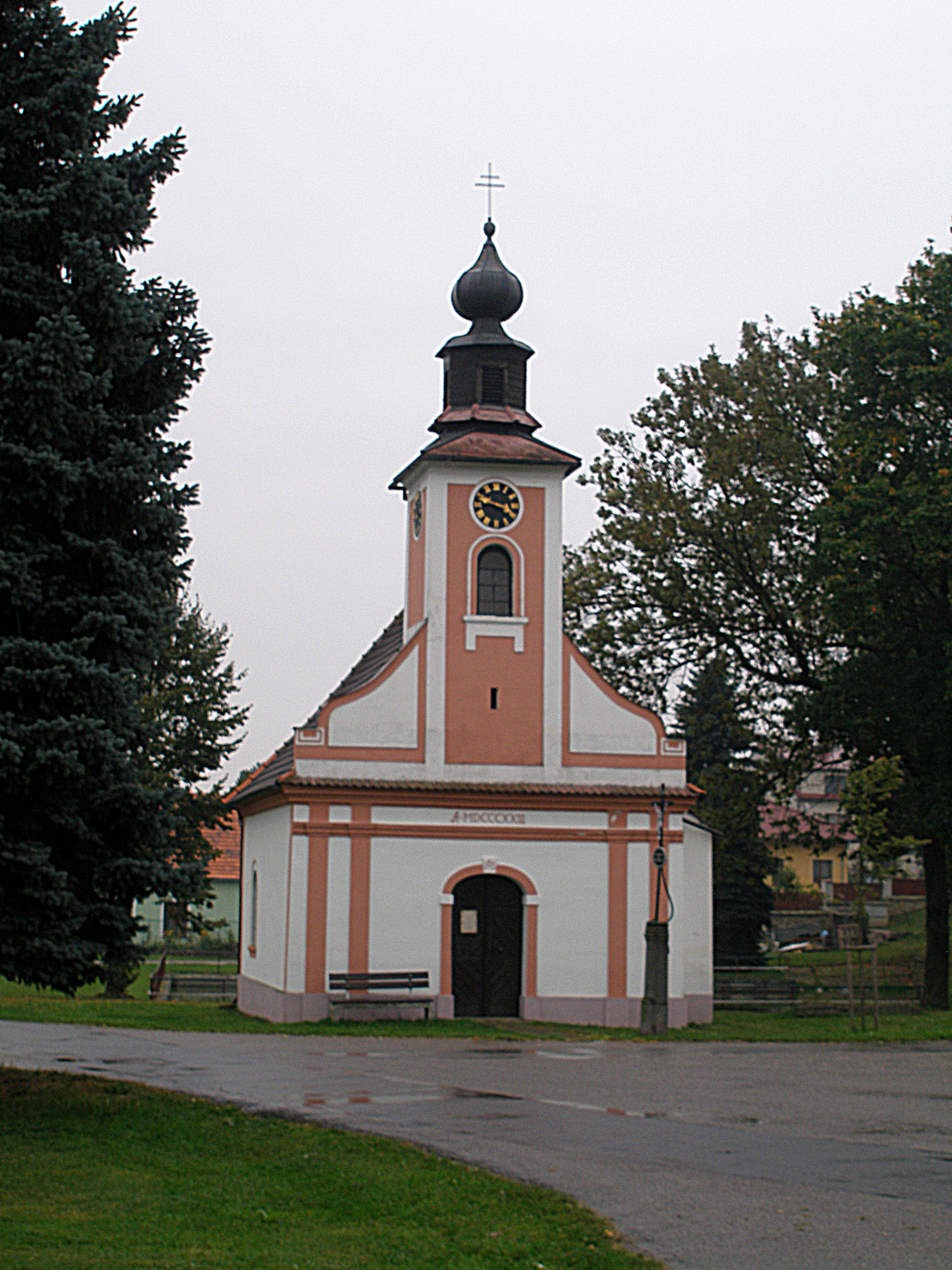
Kapelle der Jungfrau Maria

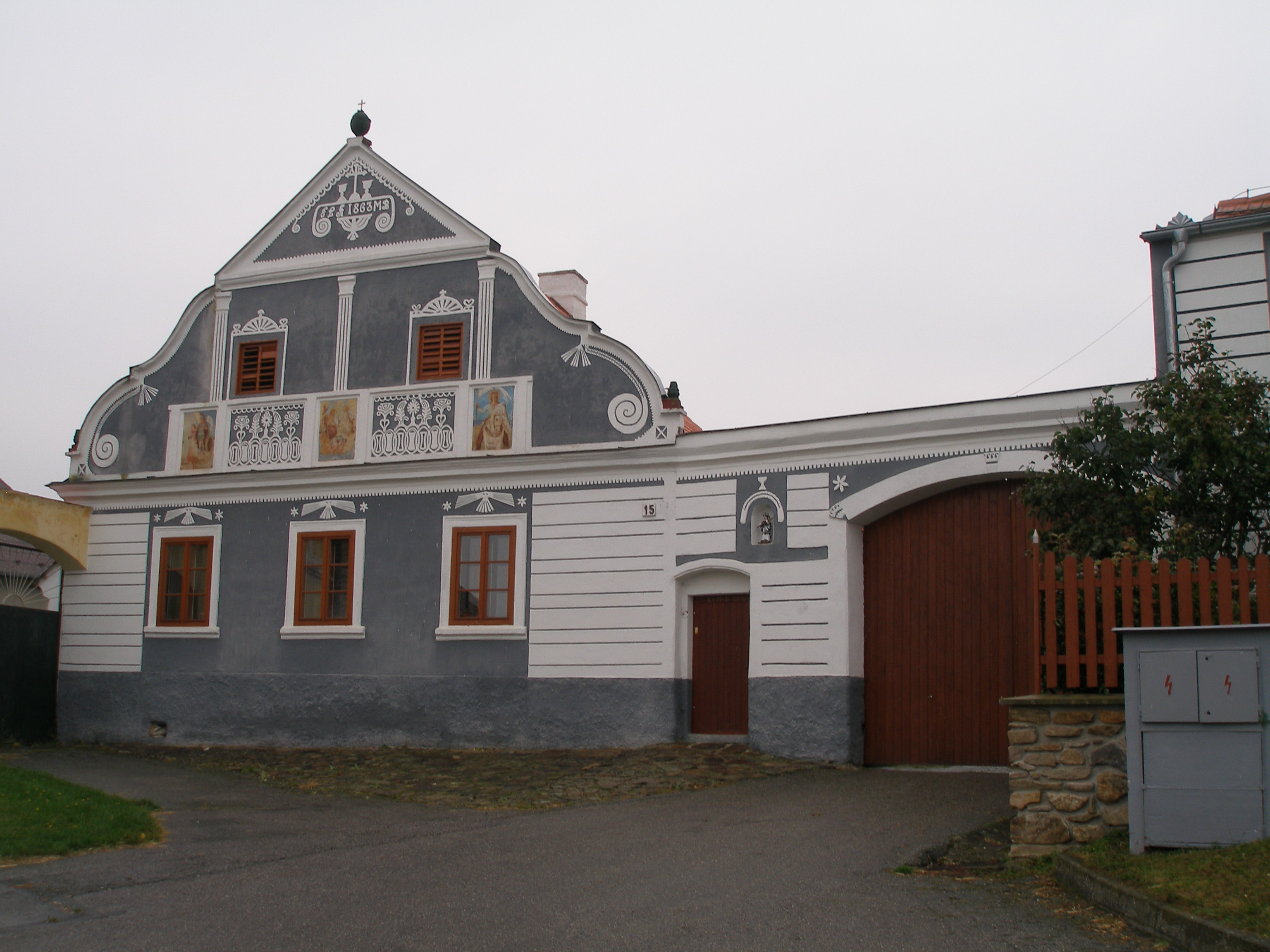
Gehöft Nr. 15

- Kapelle der Jungfrau Maria auf dem Dorfplatz, erbaut 1823
- Pestsäule auf dem Dorfplatz, sie befand sich ursprünglich neben einer Scheune am Ortsrand und wurde nach 2000 saniert und versetzt. Neben ihr befindet sich ein Gedenkstein, der an die Verödung des Ortes in den Jahren 1530 und 1620–1630 erinnert.
- Bildstock an der Straße nach Strýčice, errichtet in der Mitte des 19. Jahrhunderts
- Mehrere Gehöfte im südböhmischen Bauernbarock im Blata-Stil mit verzierten Stuckfassaden und eingeschossigem Speicher
- Kapelle in Tupesy